# Strychnos sonlaensis
Strychnos sonlaensis är en tvåhjärtbladig växtart som beskrevs av Trân Công Khánh. Strychnos sonlaensis ingår i släktet Strychnos och familjen Loganiaceae. Inga underarter finns listade i Catalogue of Life.